# Warsaw (New York)
Warsaw ist eine Town und ein gleichnamiges Village im Wyoming County im Bundesstaat New York der Vereinigten Staaten. Das U.S. Census Bureau hat bei der Volkszählung 2020 eine Einwohnerzahl von 5.316 ermittelt. Warsaw ist der Verwaltungssitz (County Seat) des Wyoming County.

## Lage
Warsaw liegt im östlichen Teil des Wyoming County. Die Stadt Batavia ist etwa 30 Kilometer Luftlinie und die Großstadt Buffalo knapp 70 Kilometer entfernt. Zur Town of Warsaw gehören neben dem Village of Warsaw noch die Weiler Newburg, Oatka, Rock Glenn, South Warsaw und Thompsons Crossing. Der Oatka Creek fließt durch das Stadtgebiet.
Die New York State Route 19 verläuft in Nord-Süd-Richtung durch Warsaw, der U.S. Highway 20A kreuzt die Stadt in Ost-West-Richtung. Nahe dem Ort liegt außerdem die New York State Route 238. Östlich von Warsaw liegt der Perry-Warsaw Airport.

## Geschichte

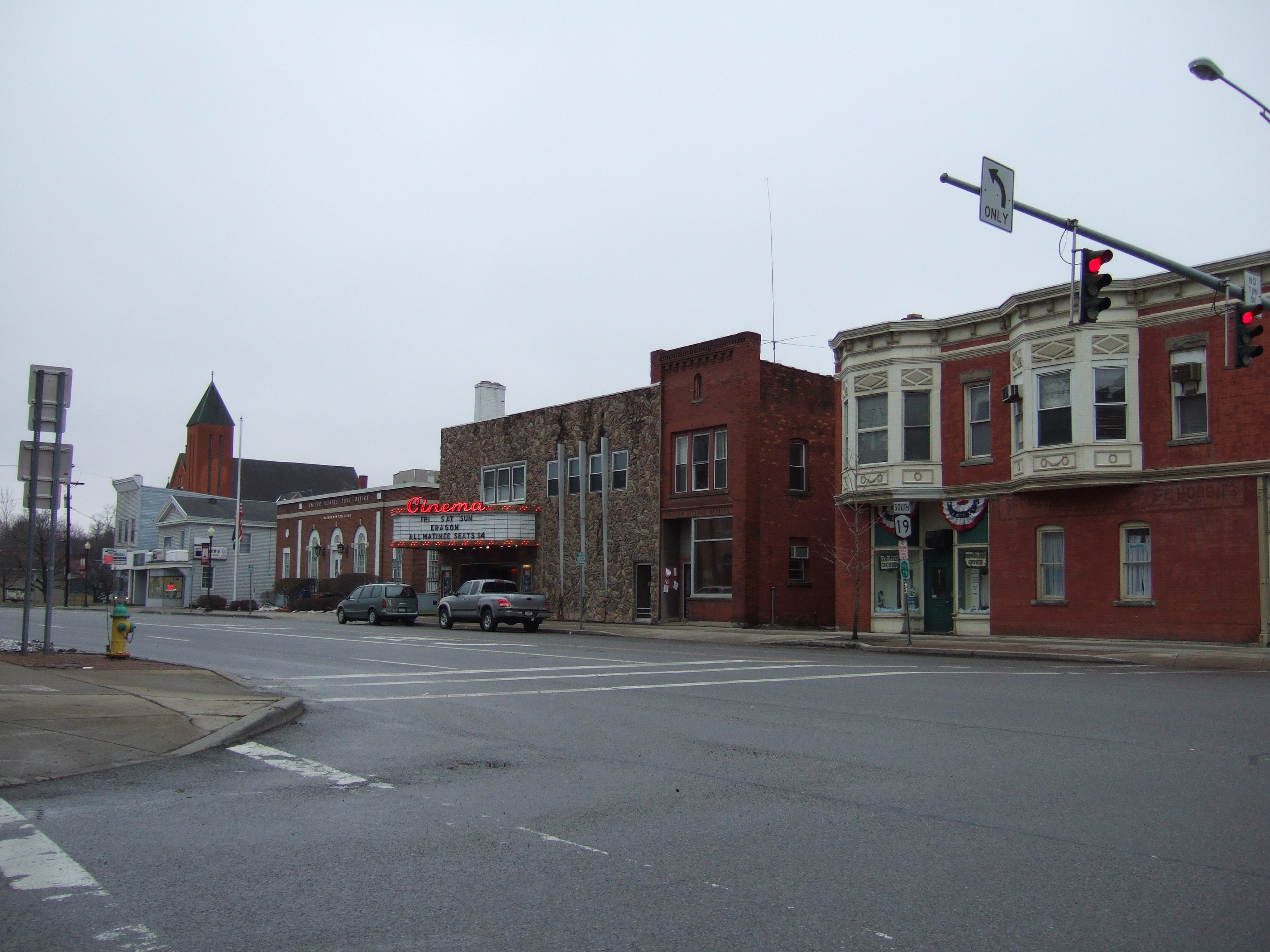
Downtown Warsaw

Die Stadt Warsaw wurde 1803 aus einem Teil der Town of Batavia neu gebildet, nachdem der Unternehmer Elizur Webster dort Land gekauft hatte. Sie ist vermutlich nach der polnischen Hauptstadt Warschau benannt. 1812 wurde aus einem Teil von Warsaw die Town of Middlebury gebildet, zwei Jahre später kam es durch die Gründung der Town of Gainesville zu einem weiteren Gebietsverlust. Ursprünglich gehörte Warsaw zum Genesee County, bis am 19. Mai 1841 aus dem Teil des Counties, in dem unter anderem auch Warsaw liegt, das Wyoming County gebildet wurde.
Ab dem späten 19. Jahrhundert wurde in und um Warsaw Salz verarbeitet, dies führte zwischen 1880 und 1890 zu einem überdurchschnittlich hohen Bevölkerungsanstieg in der Stadt. Nach dem Zweiten Weltkrieg wanderten viele Unternehmen aus Warsaw ab, heute machen überwiegend landwirtschaftliche Betriebe die Wirtschaftskraft der Stadt aus.

## Demografie
Bei der Volkszählung im Jahr 2000 hatte Warsaw 5423 Einwohner, die sich auf 2113 Haushalte und 1354 Familien verteilten. 97,29 % der Einwohner waren Weiße, 0,94 % Asiaten, 0,39 % Afroamerikaner, 0,31 % amerikanische Ureinwohner, 0,09 % anderer Abstammung und 0,98 % gehörten zwei oder mehr Gruppen an. Hispanics und Latinos machten einen Anteil von 0,68 % an der gesamten Bevölkerung aus.
Von den 2113 Haushalten hatten 31,4 % Kinder unter 18 Jahren, die mit ihnen wohnten, 49,3 % waren verheiratete Paare. Im Jahr 2000 waren 23,9 % der Einwohner von Warsaw jünger als 18 Jahre, 7,4 % waren zwischen 18 und 24, 27,3 % zwischen 25 und 44, 22,3 % zwischen 45 und 64 und 19,1 % der Einwohner waren älter als 65 Jahre. Das Medianalter lag bei 39 Jahren. Das Medianeinkommen pro Haushalt lag bei 37.699 US-Dollar. 10,6 % der Einwohner Warsaws lebten unterhalb der Armutsgrenze, davon 17,4 % der Einwohner unter 18 Jahren und 6,6 % der Einwohner über 65.

## Sehenswürdigkeiten
In Attica stehen vier Gebäude und zwei Bezirke unter Denkmalschutz und wurden in das National Register of Historic Places aufgenommen.
- Der Monument Circle Historic District umfasst ein etwa 7,3 Hektar großes Areal von mehreren Gebäuden überregionaler Bedeutung, unter anderem befindet sich dort das 1937 errichtete Wyoming County Courthouse. Der Bezirk wurde am 11. Mai 1992 in das NRHP aufgenommen. Weiterhin existiert der Warsaw Downtown Historic District mit 36 Gebäuden, die zwischen 1867 und 1915 errichtet wurden. In dem Bereich befinden sich unter anderem auch die United Church of Warsaw und die First Baptist Church. Downtown Warsaw wird seit dem 21. November 2012 im NRHP gelistet.
- Das Seth M. Gates House ist ein 1824 errichtetes Holzhaus. Das Gebäude wurde 1843 von Seth M. Gates gekauft und erweitert, Gates lebte bis zu seinem Tod im Jahr 1877 dort. Zwischen 1924 und 1977 gehörte das Haus der Vereinigung Daughters of the American Revolution, diese verkaufte das Haus schließlich an die Warsaw Historical Society. Das Seth M. Gates House steht seit dem 21. Februar 1992 unter Denkmalschutz.
- Die Trinity Church ist eine Episkopalkirche, die 1853/54 erbaut wurde. An den Planungen für den Kirchenbau war unter anderem der Architekt Richard Upjohn beteiligt. Die Kirche ist seit dem 18. März 1980 im NRHP gelistet.
- Das U.S. Post Office Warsaw wurde 1934 als Projekt der Works Progress Administration im Jahr 1934 erbaut. Das Gebäude kann der Colonial-Revival-Architektur zugerechnet werden. Es ist Teil des Warsaw Downtown Historic District, steht jedoch bereits seit dem 11. Mai 1989 unter Denkmalschutz.

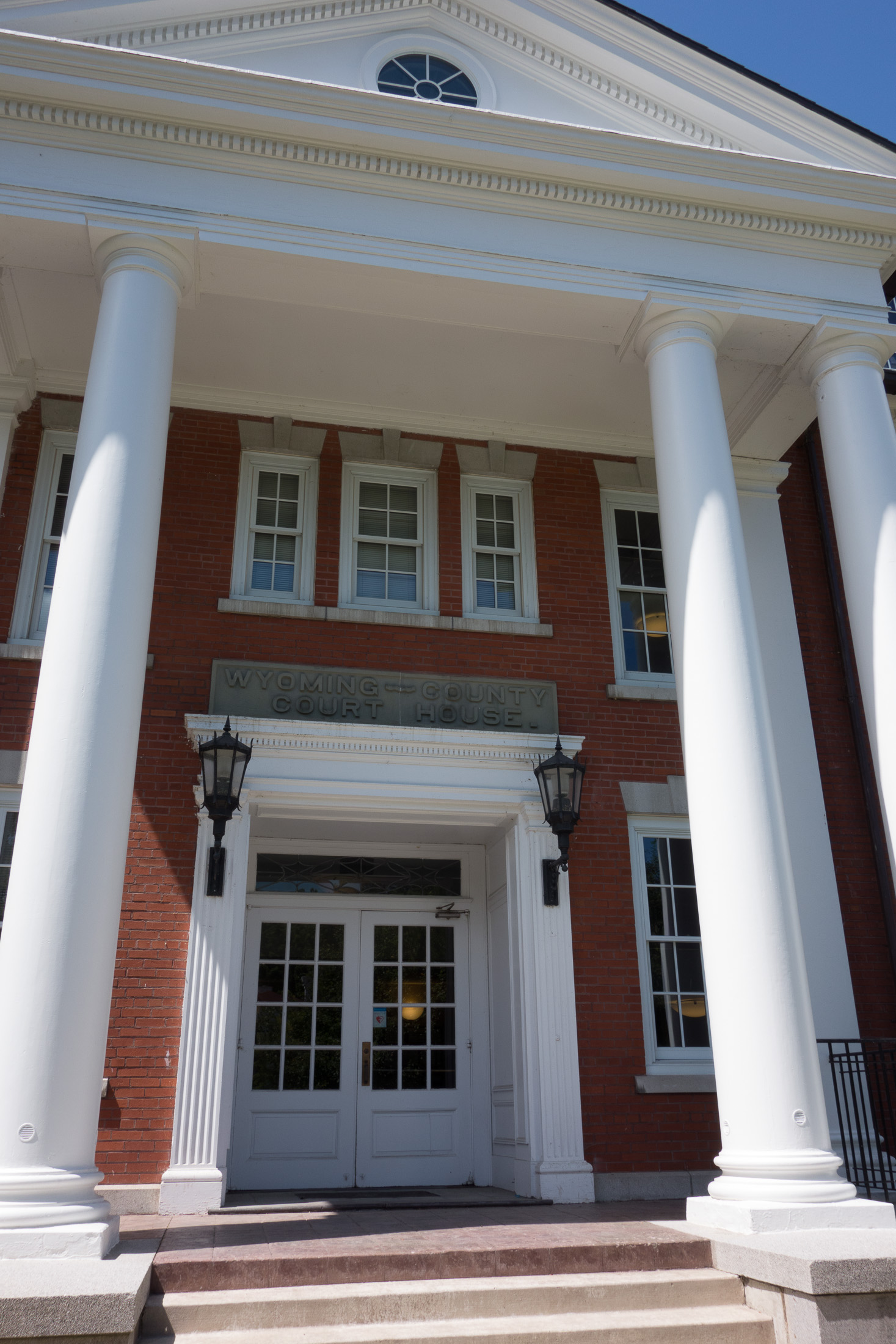
Wyoming County Courthouse
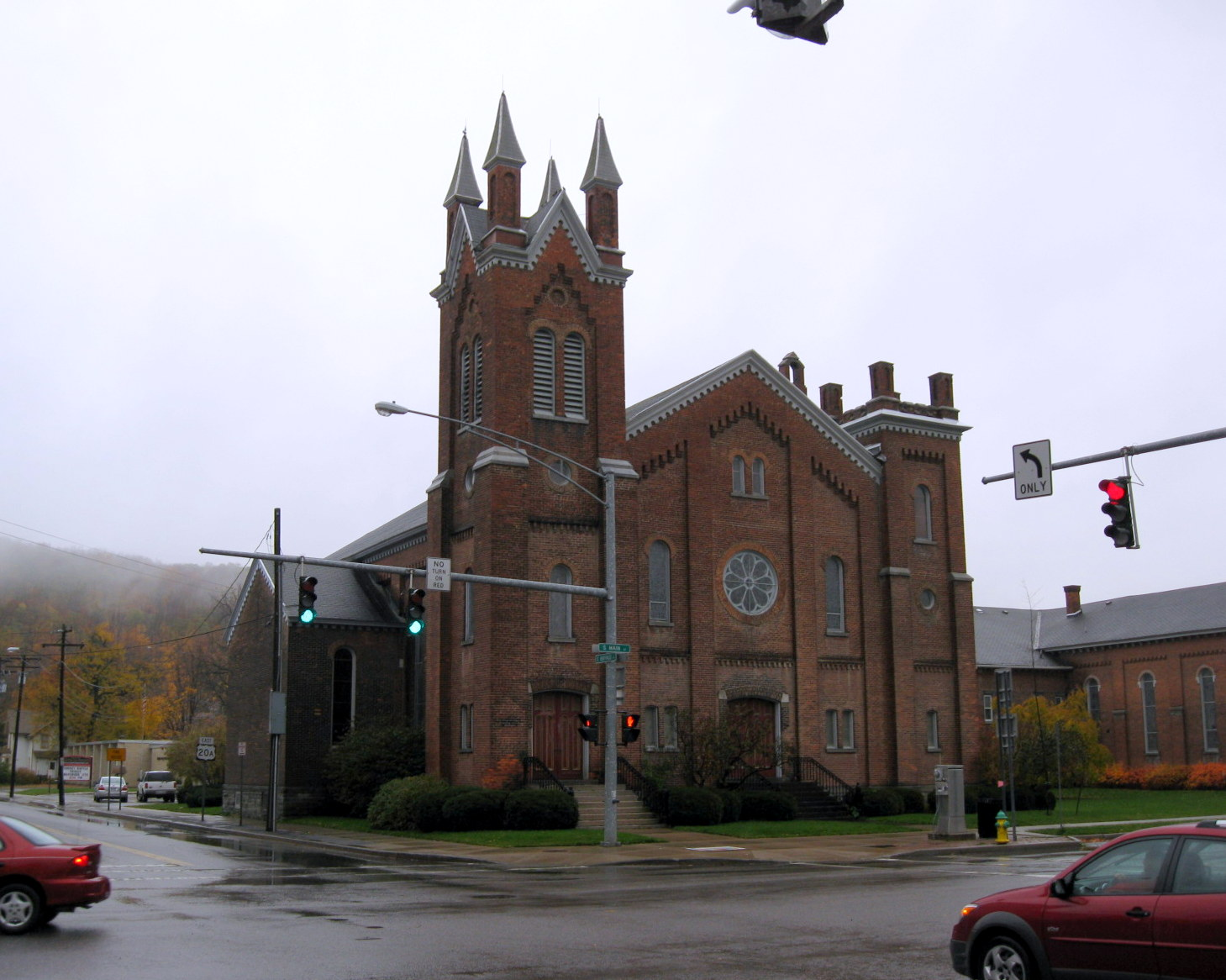
United Church of Warsaw
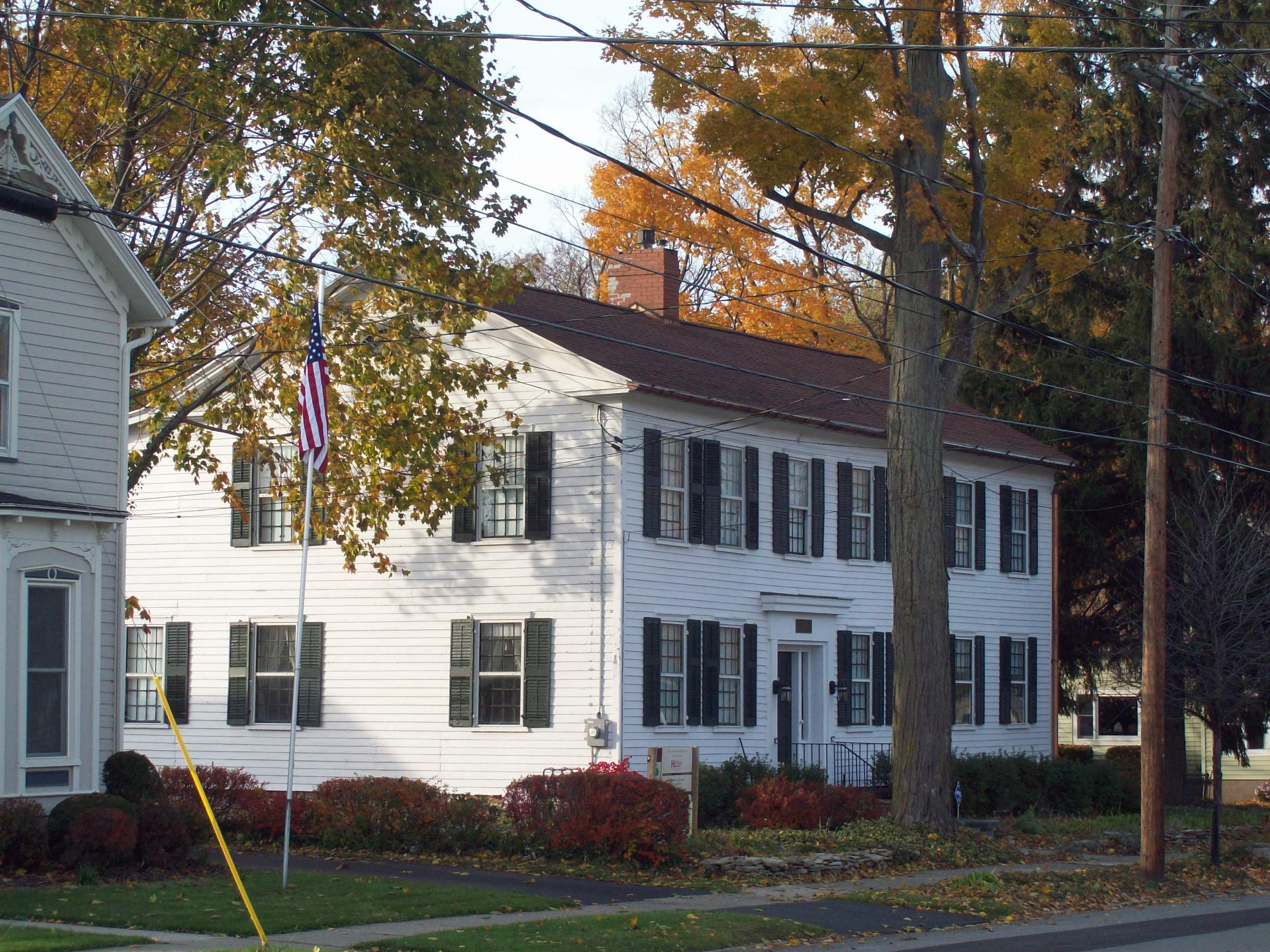
Seth M. Gates House
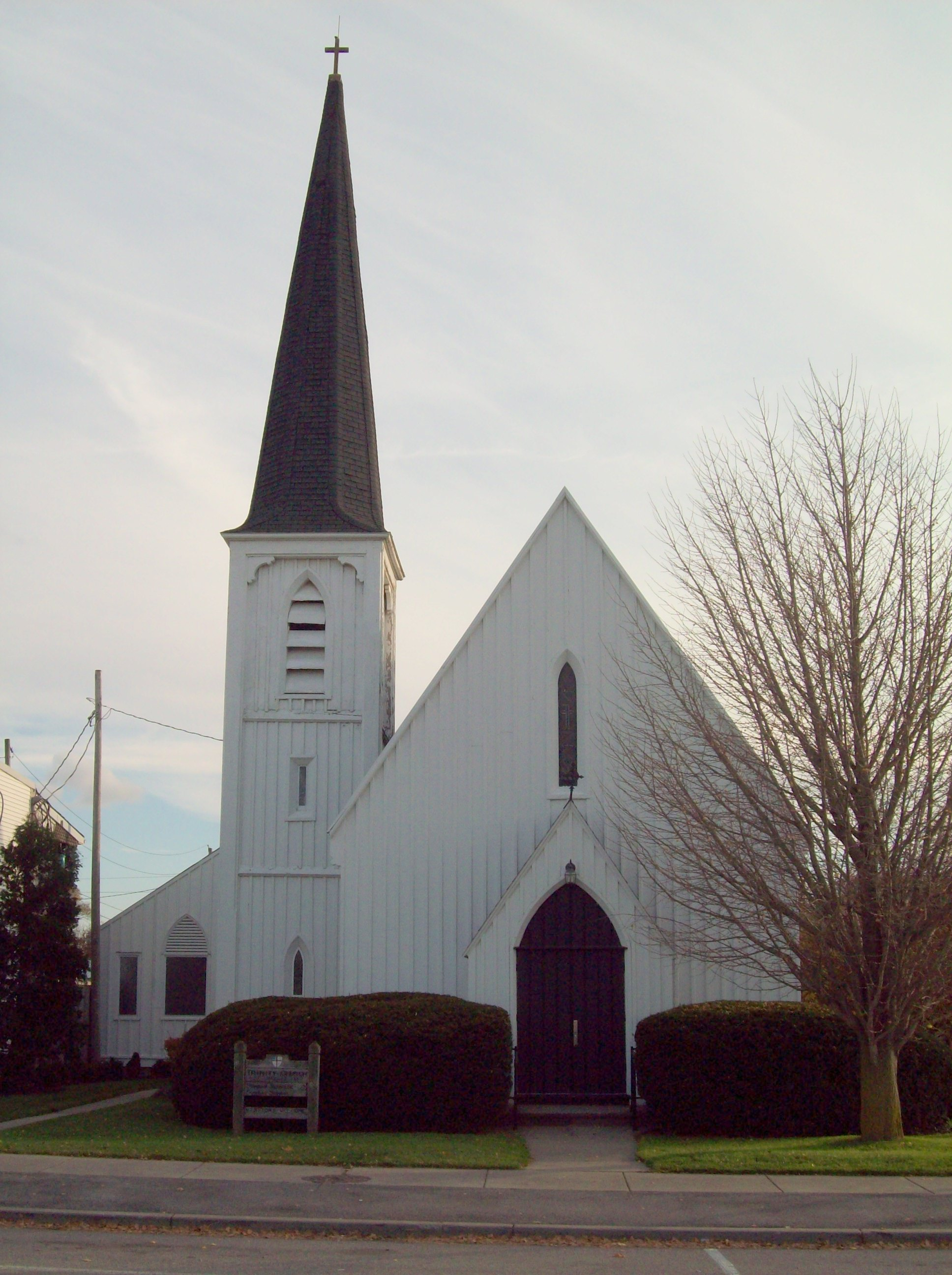
Trinity Church
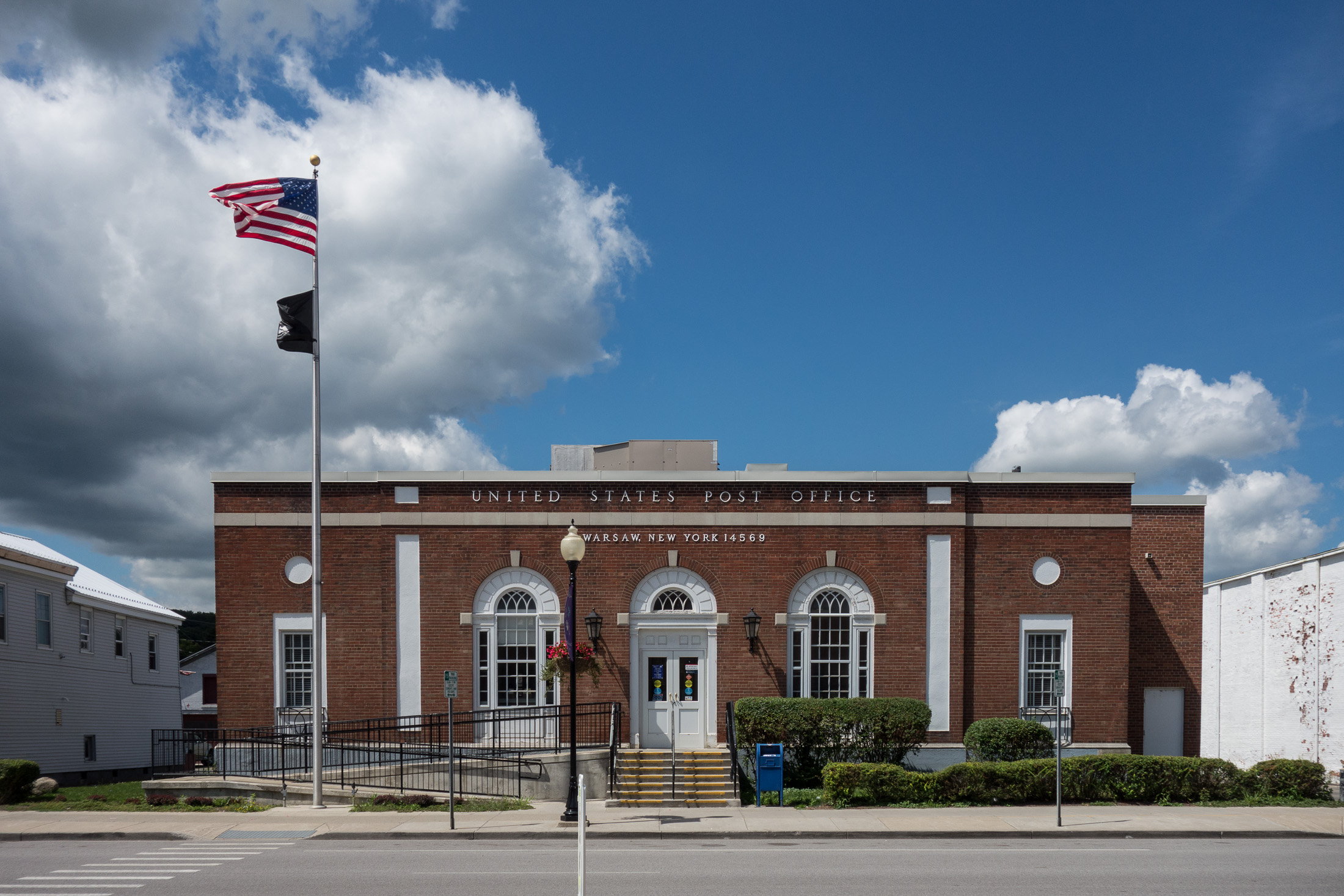
U.S. Post Office
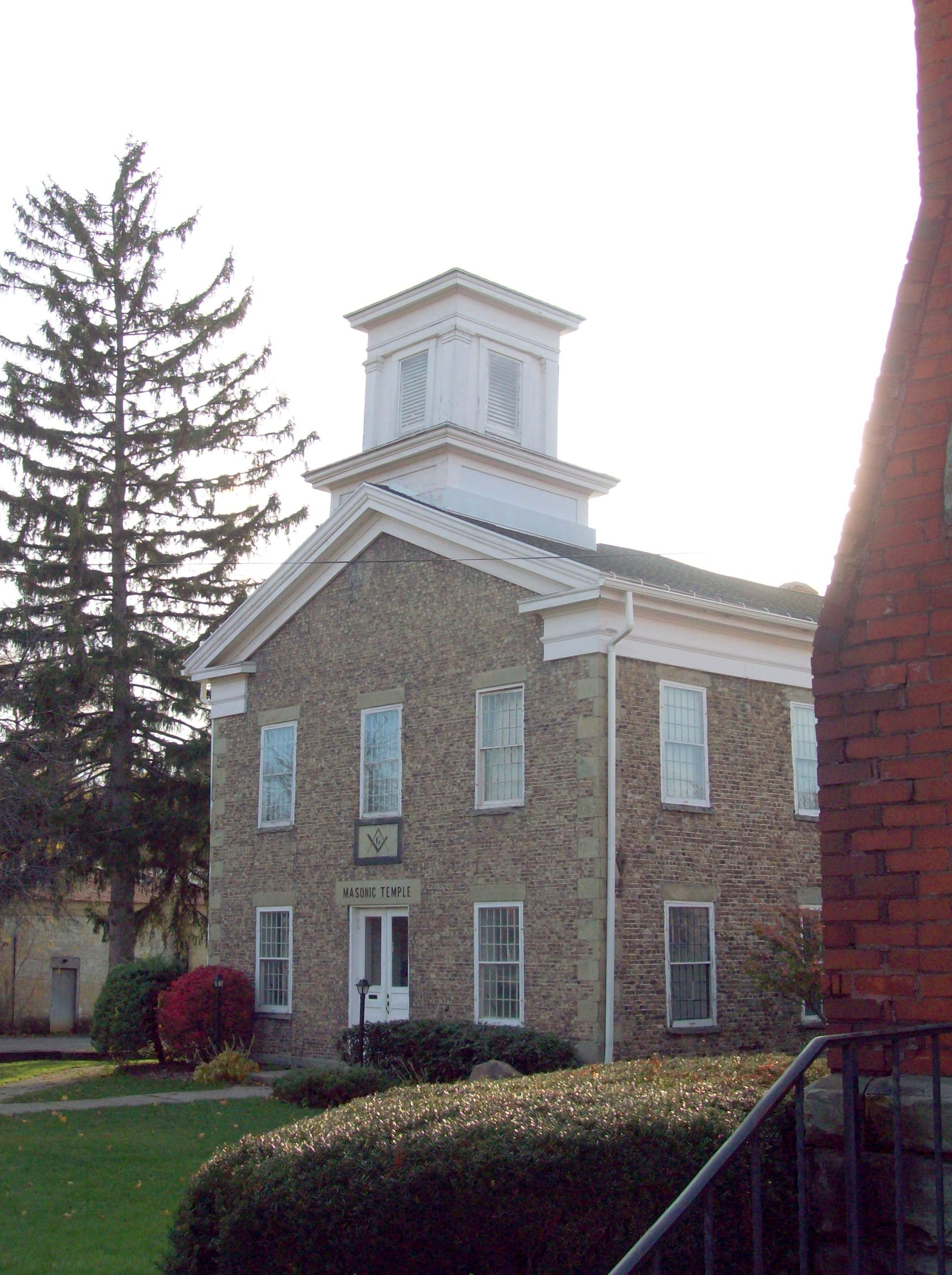
Warsaw Academy

## Persönlichkeiten

### Söhne und Töchter der Stadt
- Augustus Frank (1826–1895), Politiker
- Barber B. Conable (1922–2003), Politiker und Bankier
- John Warwick Montgomery (1931–2024), Hochschullehrer, lutherischer Theologe, Anwalt und Autor
- John LaBarbera (* 1945), Trompeter des Modernen Jazz
- James C. Adamson (* 1946), Astronaut
- Diann Roffe-Steinrotter (* 1967), Skirennläuferin

### Persönlichkeiten, die vor Ort wirkten
- William Patterson (1789–1838), Politiker, starb in Warsaw
- Seth M. Gates (1800–1877), Politiker, lebte zuletzt in Warsaw